# Вероленго
Вероленго (итал. Verolengo) је насеље у Италији у округу Торино, региону Пијемонт.
Према процени из 2011. у насељу је живело 2575 становника. Насеље се налази на надморској висини од 171 м.

## Становништво
| 1931. | 1936. | 1951. | 1961. | 1971. | 1981. | 1991. | 2001. | 2011. |
| ----- | ----- | ----- | ----- | ----- | ----- | ----- | ----- | ----- |
| 4.357 | 4.464 | 4.535 | 4.543 | 4.748 | 4.640 | 4.415 | 4.469 | 4.962 |